# Daniel Balavoine
Daniel Balavoine (5. února 1952 – 14. ledna 1986) byl francouzský zpěvák a hudebník. Jeho popularita ve Francii a frankofonním světě vysoce převyšuje známost v jiných kulturních okruzích. Jeho tvorba bývá řazena k synthpopu a přirovnávána např. k anglofonním skupinám Eurythmics či Depeche Mode.
Zpěvák zahynul při nehodě vrtulníku během Rallye Dakar spolu se zakladatelem tohoto závodu Thierrym Sabinem.

## Tvorba

### Studiová alba
| Rok vzniku | Album                                | Počet prodaných kusů |
| ---------- | ------------------------------------ | -------------------- |
| 1975       | De vous à elle en passant par moi    | 5000                 |
| 1977       | Les Aventures de Simon et Gunther... | 23 000               |
| 1978       | Le Chanteur                          | 800 000              |
| 1979       | Face amour / Face amère              | 130 000              |
| 1980       | Un autre monde                       | 520 000              |
| 1982       | Vendeurs de larmes                   | 610 000              |
| 1983       | Loin des yeux de l'Occident          | 280 000              |
| 1985       | Sauver l'amour                       | 1 240 000            |